# Borynia (hromada)
Borynia – hromada terytorialna w rejonie samborskim obwodu lwowskiego Ukrainy. Siedzibą hromady jest osiedle typu miejskiego Borynia.

## Miejscowości hromady
W skład hromady wchodzi osiedle typu miejskiego Borynia i 32 miejscowości:

- Borynia – osiedle typu miejskiego, centrum hromady
- Bachnowate
- Beniowa
- Boberka
- Bukowinka
- Butla
- Husne Niżne
- Husne Wyżne
- Iwaszkowce
- Jabłonka Niżna
- Jabłonka Wyżna
- Jabłonów
- Jaworów
- Karpackie
- Komarniki
- Krywka
- Libuchora
- Meżyhirja
- Nyżnie
- Ropawsko
- Ryków
- Sianki
- Stokowiec
- Syhłowate
- Szandrowiec
- Tureczki Niżne
- Tureczki Wyżne
- Werchnie
- Wysocko Niżne
- Wysocko Wyżne
- Zakiczera
- Zarzecze
- Zworzec